# Athlétic Club de Cannes
Pour les articles homonymes, voir Cannes (homonymie).
L'Athlétic Club de Cannes est un club d'athlétisme créé en 1969 au stade Pierre-de-Coubertin et installé depuis 1986 au stade Maurice Chevalier dans le quartier de La Bocca à Cannes.
L'Athletic Club de Cannes figure parmi les meilleurs clubs d’athlétisme français avec depuis sa création plus de 150 titres de Champion de France ainsi que de nombreux athlètes internationaux.
Des athlètes faisant partie des plus grands athlètes de l'histoire de l’athlétisme français ont porté le maillot jaune et bleu de l'AC CANNES comme Isabelle Accambray, Madely Beaugendre, Jacqueline Curtet et William Motti.
L'ACC est d'autant plus connu par l'organisation d’événements sportifs comme la course ODYSSEA, le Cross des Îles et le Semi de Cannes rassemblant plusieurs milliers de participants chaque année.
Le Cross des Îles est une course de cross-country se déroulant sur l'île Sainte-Marguerite de l'archipel des Îles de Lérins. Il s'agit du seul cross-country organisé sur une île en France[réf. nécessaire] et son paysage naturel exceptionnel et protégé fait du Cross des Îles un événement exceptionnel et apprécié des coureurs.
Le semi de Cannes rassemble des courses de 10 km et de semi-marathon (21.1 km) sur un parcours longeant le bord de mer et empruntant la célèbre Croisette, donnant un panorama exceptionnel aux participants. Le parcours relativement plat assure le spectacle avec des performances de niveau international[réf. nécessaire].
L’Athletic Club de CANNES demeure encore aujourd'hui l’un des clubs sportifs cannois les plus performants. Son esprit familial, convivial et compétitif assure au club de nombreuses réussites sur les pistes et une formation de haut niveau.